# Калмыцкий поход на казахов (1627)
Калмыцкий поход на казахов — поход Чокур-тайши на казахов.

## Предыстория

### Обстановка в конце XVI века
С приходом к власти Тауекель-хана, сына Шигая, положение Казахского ханства заметно укрепилось. Казахи добились успехов во внешней политике, в том числе в отношениях с калмыками. По словам казахского посла Кул-Мухаммеда, в конце XVI века Тауекель-хан поставил своего брата Шахмахмет-султана правителем калмыков. Златкин объясняет это тем, что казахам противостояли разобщённые и ослабленные ойратские княжества, терпевшие поражения в сражениях. Исследователи считают, что речь идёт не о подчинении всех калмыков, а лишь некоторых племён, кочевавших на приграничных с ханством землях. По версии Т. И. Султанова, Тауекель-хану подчинились калмыки из района Ишима, в то время как основные их кочевья находились у Иртыша и озера Зайсан. Златкин полагал, что временно под властью хана оказались жители владений торгоутских или дербетских князей.
Факт отразился и в титулатуре: в русских документах Тауекель упоминается как царь «Казатцкой и Колматцкой орды». В грамоте царя Фёдора Ивановича сказано: «...ныне Божиею милостью учинилися еси царем на дву Ордах, на Казатцкой да на Колмытской…». В другой грамоте Тауекель назван «Пегая Орда и Колмаки и Казацкая Орды Тевкель царь».
Подвластные калмыки участвовали в его походах. В частности, в 1598 году они вместе с кыргызами выступили в Мавераннахр. Однако после смерти Тауекель-хана в том же году, по словам В. А. Моисеева, эти группы отказались признавать власть его преемников.

## Исторические сведения
12 августа 1628 года в Астрахани были записаны «распросные речи» 18 стрельцов из отряда стрелецкого головы Якова Бухарова, вернувшихся из плена после 37-недельного пребывания у туркмен, которым они были проданы алтыулами. В этих допросах содержатся сведения о крупном походе калмыков численностью около 40 тысяч человек на казахов. Руководил походом калмыцкий тайша Чокур.

## Поход
В 1627 году, согласно данным Книги Большого чертежа, отдельные калмыцкие племена жили рядом с казахами в районе рек Сарысу и Кендерлик. Осенью того же года Чокур-тайша, ранее потерпевший поражение от казахов, вновь отправился в поход против Казахского ханства. Ему удалось собрать армию численностью около 40 тысяч человек.
О результатах этого похода сообщили русские стрельцы, вернувшиеся из туркменского плена: «Да тое ж ды государь, осеннь приходили калмытцких людей с сорок тысяч на Казачью Орду, и Казачьи де Орды царь с своими людми тех калмыков побили и разогнали, а достальные де калмытцкие люди з две тысечи человек ушли к Ембинским вершинам». Как видно из сообщения, казахское войско нанесло армии Чохур-тайши сокрушительное поражение. Силы калмыков были рассеяны, и около 2 тысяч ойратов в результате оказались в верховьях реки Эмбы.
С укреплением власти Есим-хана усиливается и успех в борьбе с калмыками. Казахам удалось вытеснить калмыкские племена с долин Иртыша на его правый берег. Как отмечал И. Я. Златкин: «Озеро Ямышево, которое двумя-тремя десятилетиями раньше было одним из центров ойратских кочевий, ныне вновь стало их пограничным пунктом».

## Результаты
В 1628 году на территории Западного Казахстана кочевали отдельные группы хошоутов и торгоутов. Потеснив или подчинив местных ногайцев, они заняли их кочевья в районах Яика и Эмбы. Эти группы калмыков находились под властью Чокур-тайши, однако и они испытывали давление со стороны казахов, которыми руководил Кучук-султан, сын хана Шигая. Под его началом находилось около 10 тысяч человек.